# Vlag van Domburg (Nederland)

Vlag van Domburg
(1981-1997)

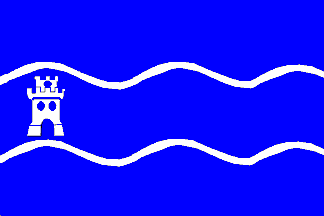
Ontwerpvlag van Domburg
(1962, volgens Kl. Sierksma Nederlands Vlaggenboek)

De vlag van Domburg werd op 19 mei 1981 bij raadsbesluit vastgesteld als de gemeentelijke vlag van de Zeeuwse gemeente Domburg. De beschrijving luidt: 
Zeven banen van blauw, geel, blauw, wit, blauw, geel en blauw waarvan de hoogten zich verhouden als 1:1:4:1:4:1:1, de witte baan ten minste viermaal gegolfd en op 1/3 van de vlaglengte onderbroken door een witte dubbele burg met een hoogte van 1/2 vlaghoogte, geopend en verlicht van blauw.
De kleuren blauw en wit van de vlag en de burcht zijn ontleend aan het gemeentewapen. De burcht staat voor de verdedigingswerken die in de negende eeuw op Walcheren werden aangelegd ter bescherming tegen de invallen door de Noormannen. Het is een symbool dat al in 1292 op het zegel van Willem van Domborch was afgebeeld. De witte golf staat voor de zee, en tevens voor de provincie Zeeland. De zee is belangrijk voor het toerisme, dat een belangrijke inkomstenbron is binnen de gemeente. De ontwerper van de vlag was Kl. Sierksma, voorzitter van de Stichting voor Banistiek en Heraldiek. De gele banen zijn afkomstig van de vlag van Oostkapelle, dat in 1966 bij Domburg was gevoegd.
In 1997 ging de gemeente op in Veere, waardoor de vlag als gemeentevlag kwam te vervallen.
Opmerking: Sierksma beschrijft en tekent in 1962 een eerder ontwerp van de vlag in zijn boek en vermeldt ten onrechte dat deze in mei 1962 bij raadsbesluit is vastgesteld. In de praktijk moest Domburg nog negentien jaar wachten op een vlag.

## Verwante afbeeldingen

Het wapen van Domburg
De vlag van Oostkapelle

Aardenburg 
· Arnemuiden 
· Axel 
· Baarland 
· Biervliet 
· Biggekerke 
· Borssele 
· Breskens 
· Brouwershaven 
· Bruinisse 
· Burgh 
· Domburg 
· Dreischor 
· Driewegen 
· Duiveland 
· Ellewoutsdijk 
· 's-Gravenpolder 
· Groede 
· Haamstede 
· 's-Heer Abtskerke 
· 's-Heer Arendskerke 
· Hoedekenskerke 
· Hontenisse 
· IJzendijke 
· Kloetinge 
· Kortgene 
· Koudekerke 
· Krabbendijke 
· Kruiningen 
· Mariekerke 
· Meliskerke 
· Middenschouwen 
· Nieuw- en Sint Joosland 
· Nisse 
· Noordgouwe 
· Oostburg 
· Oostkapelle 
· Oud-Vossemeer 
· Oudelande 
· Ovezande 
· Poortvliet 
· Retranchement 
· Rilland-Bath 
· Ritthem 
· Sas van Gent 
· Scherpenisse 
· Schoondijke 
· Sint-Annaland 
· Sint Jansteen 
· Sint-Maartensdijk 
· Sint Philipsland 
· Sluis 
· Sluis-Aardenburg 
· Stavenisse 
· Valkenisse 
· Vogelwaarde 
· Waarde 
· Waterlandkerkje 
· Wemeldinge 
· Westdorpe 
· Westerschouwen 
· Westkapelle 
· Wissenkerke 
· Wolphaartsdijk 
· Zaamslag 
· Zierikzee 
· Zuiddorpe 
· Zuidzande